# Daniel Marc Segesser
Daniel Marc Segesser (* 1967) ist ein schweizerischer Historiker.
Segesser studierte Neueste und Mittelalterliche Geschichte sowie Englische Sprachwissenschaft an der Universität Bern und der Australian National University in Canberra. Er promovierte am Historischen Institut der Universität Bern bei Stig Förster mit der Arbeit Empire und Totaler Krieg. Australien 1905–1916. Danach war er Wissenschaftlicher Mitarbeiter im Forschungsprojekt «Total War. Military Journals and the International Debate on Past und Future Warfare, 1919–1939». Anschliessend war er Lehrbeauftragter und von 2001 bis 2011 unbefristet angestellte Lehrperson für Geschichte an der Kantonsschule Solothurn. Von 2001 bis 2006 war er Projektleiter im Forschungsprojekt «Krieg und Recht. Die internationale Debatte zur Frage der Ahndung von Kriegsverbrechen im Umfeld der beiden Weltkrieg des 20. Jahrhunderts in Europa». Er war von 2004 bis 2007 Bologna-Assistent am Historischen Institut der Universität Bern. 2006 erfolgte die Habilitation an der Philosophisch-historischen Fakultät der Universität Bern mit der Arbeit Recht statt Rache oder Rache durch Recht? Die Ahndung von Kriegsverbrechen in der internationalen wissenschaftliche Debatte, 1872–1945. Seit 2007 ist er Dozent, Studienleiter und Mitarbeiter der Geschäftsführung und seit 2018 hauptamtlicher Dozent für die Sozial-, Kultur- und Umweltgeschichte des Militärischen.

## Schriften (Auswahl)
- Hrsg. mit Wolfgang Weber und Sacha Zala: Sehr geteilte Meinungen. Dokumente zur Vorarlberger Frage 1918–1922. Bern 2021, ISBN 978-3-906051-86-4.
- Hrsg. mit Gundula Gahlen, Carmen Winkel: Geheime Netzwerke im Militär 1700–1945 (= Krieg in der Geschichte. Band 80). Schöningh, Paderborn 2016, ISBN 978-3-506-77781-2.
- Der Erste Weltkrieg in globaler Perspektive. Marixverlag, Wiesbaden 2010, ISBN 978-3-86539-953-3.
- Recht statt Rache oder Rache durch Recht? Die Ahndung von Kriegsverbrechen in der internationalen fachwissenschaftlichen Debatte 1872–1945. Schöningh, Paderborn 2010, ISBN 978-3-506-76399-0.
- Empire und totaler Krieg. Australien 1905–1918 (= Krieg in der Geschichte. Band 10). Schöningh, Paderborn 2002, ISBN 3-506-74480-1 (zugl.: Bern, Universität, Dissertation, 1998).